# Pobyt na Ziemi
Pobyt na Ziemi (hiszp. Residencia en la Tierra) – zbiór wierszy chilijskiego poety Pablo Nerudy, pisany i wydany w trzech seriach. Wiersze, napisane w ciągu dwóch dekad, pomogły Nerudzie zyskać miano poety o międzynarodowej sławie. Najbardziej znanymi utworami z serii są opowiadająca o hiszpańskiej wojnie domowej España en el corazón („Hiszpania w sercu”); hermetyczna Arte poética („Sztuka poetycka”); żywy Galope muerto („Martwy galop”); rozpaczliwy wiersz z angielskim tytułem Walking Around; oraz skromne Tres cantos materiales („Trzy pieśni materialne”), które, podobnie jak jego późniejsze ody, celebrowały przedmioty powszechne.

## Styl
Jest to zbiór wierszy, w którym autor oddzielił się od tradycji modernistycznej, dominującej w początkowej jego twórczości (m.in. w zbiorze Dwadzieścia poematów o miłości i jedna pieśń rozpaczy); w zbiorze Pobyt na Ziemi wyraźnie zauważyć można wpływy surrealizmu i odrębny styl poetycki Nerudy, charakteryzujący się oryginalną symboliką, dynamiką, niepokojem i lękiem. Ostry, udręczony ton poety łączy surrealistyczny pesymizm z wszechogarniającą wrażliwością ducha.

## Historia wydań
Pierwszy zbiór, opublikowany w 1933 roku jako Residencia en la Tierra, zawierał poezję napisaną w latach 1925–1931; drugi, opublikowany w dwóch tomach w 1935 roku miał ten sam tytuł, ale zawierał wiersze z okresu 1925–1935; trzeci, pisany w latach 1935–1945, a wydany w roku 1947, nosił tytuł Tercera residencia.

## Okoliczności powstania
Większość wierszy wchodzących w skład Pobytu na Ziemi została napisana w czasie gdy Neruda był zesłany jako dyplomata w odizolowane regiony Azji Południowej. Wir czasu i bytu, samotności, cykli świata przyrody, rozkładu, zniszczenia, milczenia, samotności, zapomnienia i głębokiej melancholii, sprawiły, że Neruda rozważał wycofanie książki z obiegu.

Jedyne wiersze, jakie w tym czasie napisałem, w samej rzeczy weszły do cyklu »Pobyt na ziemi«.
Kończyłem właśnie pierwszy tom »Pobytu na ziemi«. Praca nad nim posuwała się jednak wolno. Od mojego świata oddzielała mnie przestrzeń i jego milczenie, a byłem niezdolny wkroczyć naprawdę do dziwnego dla mnie otoczenia. Książka prezentowała realne epizody, objawy zawieszonego w pustce mego bytowania: »Bliżej krwi, niż atramentu«. Mój styl się wyprażył i rozwinąłem skrzydła, gdy powtórzył się atak szaleńczej melancholii. Troszczyłem się głównie o prawdę i o retorykę (gdyż dwie te mąki czynią chleb poezji), używając stylu, który zwalczał systematycznie proces mego samozniszczenia. Styl to nie tylko sam człowiek. To również wszystko, co nas otacza, a jeśli otaczająca atmosfera nie wnika do poematu, poemat jest martwy: umiera, kiedy nie ma czym oddychać.

Podczas pobytu w Birmie Neruda był w związku z chorobliwie zazdrosną o niego kobietą – do tego stopnia, że bywały noce, podczas których budząc się, dostrzegał ją przez moskitierę krążącą wokół niego z nożem w ręku. Był pewien, że którejś nocy kobieta może pozbawić go życia, jednak zupełnie niespodziewanie, chilijski rząd postanowił przenieść go na placówkę na Cejlonie.

Z wielkim bólem porzucałem Josie Bliss, birmańską panterę.
Ledwie statek począł kołysać mnie na falach Zatoki Bengalskiej, zacząłem pisać poemat »Wdowie tango«, tragiczny skrawek mej poezji poświęcony kobiecie, która mnie utraciła i którą ja utraciłem, ponieważ w jej krwi wzbierał nieustanny wulkan wściekłości. O, jak długa noc, o, jak pusta ziemia.

## Wpływ surrealizmu
W XX wieku rodacy Nerudy – Braulio Arenas, Jorge Cáseres i Téofilo Cid, utworzyli w Chile grupę Mandrágora, która według Geralda Langowskiego oficjalnie rozpoczęła istnienie surrealizmu w sztuce i literaturze Chile. Warto także podkreślić fakt, że również stworzony przez Nerudę już w 1926 roku utwór Tentativa del hombre infinito, zawierał w sobie wszystkie kluczowe składniki poezji surrealistycznej: eksplorację nieświadomości, abstrakcyjnych metafor, symbolizmu oraz elementów sennych.
W swoich pracach Neruda chciał również przedstawić polityczne dyskursy wywodzące się z Hiszpanii, gdzie zaobserwować można było wówczas narodziny nowej poetyki. Dzięki swojej przyjaźni z poetami z Pokolenia 27, Neruda zdawał sobie sprawę z ówczesnej sytuacji poezji. Innym aspektem wartym podkreślenia jest również fakt, iż Neruda już w wieku 15 lat opanował język francuski, co pozwoliło mu na poznanie dzieł Apollinaire’a, Rimbauda i Baudelaire’a; innymi słowy, Neruda utrzymywał kontakt z wielkimi francuskimi prekursorami, których wkład przyczynił się do narodzin poezji awangardowej XX wieku.

## Tłumaczenia
Pobyt na Ziemi został przetłumaczony na wiele języków – m.in. angielski, francuski, japoński, niemiecki, portugalski, czy włoski.
W języku polskim wybrane wiersze ze zbioru Pobyt na Ziemi ukazały się w tomie Poezje. Wiersze te wybrali oraz opracowali Carlos Marrodán i Kazimierz Piekarec, a wydał Państwowy Instytut Wydawniczy. Tłumaczeń dokonali: Mikołaj Bieszczadowski, Krystyna Rodowska, Jan Zych, Zofia Szleyen i Jarosław Iwaszkiewicz. W wydaniu tym znaleźć można wiersze z niemal wszystkich napisanych przez Nerudę tomików, począwszy od najwcześniejszych, z lat młodzieńczych, aż do tych pisanych w jego azylu – na wyspie Isla Negra. Wydanie wspomnienie jego przyjaciela – Enrique Bella – z pogrzebu poety, który przybrał w Chile formę wielkiej manifestacji wolności.